# Edy de Schepper
Edy de Schepper (9 november 1958) is een Nederlands oud-voetballer. Hij heeft onder contract gestaan bij NAC. Edy de Schepper heeft als amateur gespeeld bij VV Vogelwaarde in het Zeeuws-Vlaamse Vogelwaarde.

## Statistieken
| Seizoen | Club   | Land      | Competitie | Wed. | Goals |
| ------- | ------ | --------- | ---------- | ---- | ----- |
| 1978/79 | NAC    | Nederland | Eredivisie | 1    | 0     |
| 1979/80 | NAC    | Nederland | Eredivisie | 28   | 1     |
| 1980/81 | NAC    | Nederland | Eredivisie | 30   | 3     |
| 1981/82 | NAC    | Nederland | Eredivisie | 32   | 3     |
| 1982/83 | NAC    | Nederland | Eredivisie | 31   | 4     |
| 1984/85 | NAC    | Nederland | Eredivisie | 31   | 4     |
| 1986/87 | NAC    | Nederland | Eredivisie | 11   | 0     |
| Totaal  | Totaal | Totaal    | Totaal     | 164  | 15    |